# مارسيلا موريلو
مارسيلا أليخاندرا لوسيا موريو (بالإسبانية: Marcela Alejandra Lucía Morello)‏ وتعرف فنيا باسم مارسيلا موريلو (بالإسبانية: Marcela Morelo)‏ وأيضا باسم الموريلو (بالإسبانية: La Morelo)‏ (13 ديسمبر 1962 بلانوس، الأرجنتين)، هي مغنية مؤلفة أرجنتينية. أصدرت 8 ألبومات، حصلوا جميعهم على الذهب من تسجيلات البلاتين. كما حازت على جائزة غاردل، الجائزة الأكثر شهرة في الأرجنتين.

## حياتها
في 1997، أصدرت أول ألبوم لها باسم الربيع (بالإسبانية: Manantial)‏، يجمع مجموعة من الأغاني كتبتها هي. عدة أغاني منفردة أُصدِرت من الألبوم، منها قوة الخداع (بالإسبانية: La fuerza del engaño)‏ وقلب البرية (بالإسبانية: Corazón salvaje)‏، ولم تقتصر شهرتها بالأرجنتين فقط بل بأوروبا وباقي دول أمريكا اللاتينية. حصل هذا الألبوم على الذهبية ل3 أشهر.
كما أصدرت ألبومات أخرى مثل الكسوف (بالإسبانية: Eclipse)‏، فمك (بالإسبانية: Tu boca)‏ وغير مرئي (بالإسبانية: Invisible)‏.
تعاونت موريلو مع سيليا كروز، تشيتشي بيرالتا وفرانكو دي فيتا في أغنية الميلاد تحت اسم عيد ميلاد قوي (بالإسبانية: Fuerte Navidad)‏.
سجلت دويتو مع ميليكي في ألبومه لأطفالي في 30 (بالإسبانية: A mis niños de 30)‏ باسم سوسي (بالإسبانية: Susanita)‏ (أشهر أغنية أطفال في إسبانيا)، ومع روسيو دوركال، روساريو وأنا تروخا باسم امرأة (بالإسبانية: Mujer)‏.

## ديسكوغرافيا
- 1997: الربيع (بالإسبانية: Manantial)‏
- 2000: الكسوف (بالإسبانية: Eclipse)‏
- 2001: فمك (بالإسبانية: Tu boca)‏
- 2003: غير مرئي (بالإسبانية: Invisible)‏
- 2005: موريلو 5 (بالإسبانية: Morelo 5)‏
- 2007: العيش خارج الوقت (بالإسبانية: Vivo fuera del tiempo)‏
- 2009: خطة أخرى (بالإسبانية: Otro Plan)‏
- 2012: نادي المعجزات (بالإسبانية: El Club de los Milagros)‏
- 2016: البتلات والأشواك (بالإسبانية: Espinas & Pétalos)‏